# Campeonato Europeu de Voleibol Feminino de 2023
O Campeonato Europeu de Voleibol Feminino de 2023 foi a 33.ª edição deste torneio bianual que reuniu as principais seleções europeias de voleibol feminino. A Confederação Europeia de Voleibol (CEV) foi a responsável pela organização do campeonato. Pela terceira vez, a competição foi realizada em quatro países: Bélgica, Itália, Estônia e Alemanha.
Após o vice-campeonato na edição de 2019 para a seleção da Sérvia, a seleção da Turquia conquistou o inédito título do Campeonato Europeu sobre as sérvias após vencer a partida final em cinco sets.
Na disputa pelo terceiro lugar, a seleção dos Países Baixos assegurou a medalha de bronze ao vencer a Itália – então detentora do título – por 3 sets a 0.
A oposta turca Melissa Vargas, que anotou 41 pontos na final, foi eleita a melhor jogadora do campeonato.

## Locais
| Grupo A            | Oitavas de final, quartas de final, semifinais e final | Grupo D                | Grupo C                             |
| Gante, Bélgica     | Bruxelas, Bélgica                                      | Tallinn, Estónia       | Düsseldorf, Alemanha                |
| ------------------ | ------------------------------------------------------ | ---------------------- | ----------------------------------- |
| Top Sport Hall     | Palais 12                                              | Unibet Arena           | Burgwächter Castello                |
|                    |                                                        |                        |                                     |
| Capacidade: 4 500  | Capacidade: 8 600                                      | Capacidade: 4 900      | Capacidade: 3 163                   |
| Grupo B            | Grupo B                                                | Grupo B                | Oitavas de final e quartas de final |
| Verona, Itália     | Monza, Itália                                          | Turim, Itália          | Florença, Itália                    |
| Arena de Verona    | Arena di Monza                                         | Palazzetto dello Sport | Palazzo Wanny                       |
|                    |                                                        |                        |                                     |
| Capacidade: 10 000 | Capacidade: 6 000                                      | Capacidade: 6 000      | Capacidade: 6 000                   |

## Equipes participantes
Participaram do torneio as 4 seleções organizadoras do torneio, as 8 melhores seleções do Campeonato Europeu de 2021 e as 12 melhores seleções provenientes da fase qualificatória.
| Seleção       | Qualificação               | Última aparição | Seleção              | Qualificação    | Qualificação | Última aparição |
| ------------- | -------------------------- | --------------- | -------------------- | --------------- | ------------ | --------------- |
| Alemanha      | País-sede                  | 2021            | Romênia              | Qualificatórias | Grupo A      | 2021            |
| Bélgica       | País-sede                  | 2021            | Croácia              | Qualificatórias | Grupo A      | 2021            |
| Estônia       | País-sede                  | 2019            | Chéquia              | Qualificatórias | Grupo B      | 2021            |
| Itália        | País-sede                  | 2021            | Finlândia            | Qualificatórias | Grupo B      | 2021            |
| Bulgária      | Campeonato Europeu de 2021 | 2021            | Ucrânia              | Qualificatórias | Grupo C      | 2021            |
| França        | Campeonato Europeu de 2021 | 2021            | Hungria              | Qualificatórias | Grupo C      | 2021            |
| Países Baixos | Campeonato Europeu de 2021 | 2021            | Eslovênia            | Qualificatórias | Grupo D      | 2019            |
| Polônia       | Campeonato Europeu de 2021 | 2021            | Azerbaijão           | Qualificatórias | Grupo D      | 2021            |
| Sérvia        | Campeonato Europeu de 2021 | 2021            | Eslováquia           | Qualificatórias | Grupo E      | 2021            |
| Suécia        | Campeonato Europeu de 2021 | 2021            | Espanha              | Qualificatórias | Grupo E      | 2021            |
| Turquia       | Campeonato Europeu de 2021 | 2021            | Bósnia e Herzegovina | Qualificatórias | Grupo F      | 2021            |
| Suíça         | Realocação                 | 2021            | Grécia               | Qualificatórias | Grupo F      | 2021            |

## Sorteio dos grupos
O sorteio dos grupos foi realizado em 16 de novembro de 2022, em Nápoles, Itália.
| Grupo A   | Grupo B              | Grupo C    | Grupo D       |
| --------- | -------------------- | ---------- | ------------- |
| Bélgica   | Itália               | Alemanha   | Estônia       |
| Eslovênia | Romênia              | Azerbaijão | Finlândia     |
| Sérvia    | Bulgária             | Turquia    | Países Baixos |
| Polônia   | Croácia              | Chéquia    | França        |
| Ucrânia   | Bósnia e Herzegovina | Suécia     | Eslováquia    |
| Hungria   | Suíça                | Grécia     | Espanha       |

## Formato de disputa
Fase classificatória
Na primeira fase, as 24 equipes foram distribuídas em quatro grupos de seis equipes jogando entre si em turno único. As quatro melhores equipes de cada grupo se classificaram para a fase final.
Fase final
A fase final consistiu em dezesseis partidas em sistema eliminatório: oito jogos nas oitavas de final, quatro jogos nas quartas de final, duas partidas nas semifinais, a disputa pelo terceiro lugar e pelo título do campeonato.

## Critérios de classificação nos grupos
1. Número de vitórias;
2. Pontos;
3. Razão de sets;
4. Razão de pontos;
5. Resultado da última partida entre os times empatados.

- Placar de 3–0 ou 3–1: 3 pontos para o vencedor, nenhum para o perdedor;
- Placar de 3–2: 2 pontos para o vencedor, 1 para o perdedor.

## Fase classificatória
- As partidas seguem o horário local.

|  | Qualificado para a fase final |

### Grupo A
|     |           |     | Jogos | Jogos | Jogos | Resultados | Resultados | Resultados | Resultados | Resultados | Resultados | Sets | Sets | Sets  | Pontos | Pontos | Pontos |
| Pos | Equipe    | Pts | T     | V     | D     | 3–0        | 3–1        | 3–2        | 2–3        | 1–3        | 0–3        | V    | P    | R     | V      | P      | R      |
| --- | --------- | --- | ----- | ----- | ----- | ---------- | ---------- | ---------- | ---------- | ---------- | ---------- | ---- | ---- | ----- | ------ | ------ | ------ |
| 1   | Sérvia    | 15  | 5     | 5     | 0     | 3          | 2          | 0          | 0          | 0          | 0          | 15   | 2    | 7.500 | 414    | 285    | 1.453  |
| 2   | Polônia   | 12  | 5     | 4     | 1     | 2          | 2          | 0          | 0          | 1          | 0          | 13   | 5    | 2.600 | 422    | 362    | 1.166  |
| 3   | Ucrânia   | 9   | 5     | 3     | 2     | 2          | 1          | 0          | 0          | 1          | 1          | 10   | 7    | 1.429 | 371    | 383    | 0.969  |
| 4   | Bélgica   | 6   | 5     | 2     | 3     | 1          | 1          | 0          | 0          | 0          | 3          | 6    | 10   | 0.600 | 355    | 370    | 0.959  |
| 5   | Eslovênia | 3   | 5     | 1     | 4     | 1          | 0          | 0          | 0          | 2          | 2          | 5    | 12   | 0.417 | 357    | 403    | 0.886  |
| 6   | Hungria   | 0   | 5     | 0     | 5     | 0          | 0          | 0          | 0          | 2          | 3          | 2    | 15   | 0.133 | 302    | 418    | 0.722  |

| Data   | Hora  |           | Placar |           | Set 1 | Set 2 | Set 3 | Set 4 | Set 5 | Total  | Relatório |
| ------ | ----- | --------- | ------ | --------- | ----- | ----- | ----- | ----- | ----- | ------ | --------- |
| 17 ago | 20:00 | Hungria   | 0–3    | Bélgica   | 16–25 | 15–25 | 19–25 |       |       | 50–75  | Relatório |
| 18 ago | 17:00 | Sérvia    | 3–0    | Ucrânia   | 25–14 | 25–19 | 25–16 |       |       | 75–49  | Relatório |
| 18 ago | 20:00 | Eslovênia | 0–3    | Polônia   | 19–25 | 14–25 | 19–25 |       |       | 52–75  | Relatório |
| 19 ago | 17:00 | Ucrânia   | 3–0    | Hungria   | 25–17 | 26–24 | 25–17 |       |       | 76–58  | Relatório |
| 19 ago | 20:00 | Eslovênia | 1–3    | Bélgica   | 18–25 | 20–25 | 25–21 | 32–34 |       | 95–105 | Relatório |
| 20 ago | 17:00 | Sérvia    | 3–0    | Eslovênia | 25–20 | 25–11 | 25–15 |       |       | 75–46  | Relatório |
| 20 ago | 20:00 | Hungria   | 1–3    | Polônia   | 22–25 | 12–25 | 25–21 | 16–25 |       | 75–96  | Relatório |
| 21 ago | 17:00 | Polônia   | 1–3    | Sérvia    | 25–18 | 13–25 | 23–25 | 18–25 |       | 79–93  | Relatório |
| 21 ago | 20:00 | Bélgica   | 0–3    | Ucrânia   | 18–25 | 23–25 | 23–25 |       |       | 64–75  | Relatório |
| 22 ago | 17:00 | Eslovênia | 3–0    | Hungria   | 25–19 | 25–18 | 25–16 |       |       | 75–53  | Relatório |
| 22 ago | 20:00 | Bélgica   | 0–3    | Polônia   | 22–25 | 23–25 | 21–25 |       |       | 66–75  | Relatório |
| 23 ago | 17:00 | Ucrânia   | 3–1    | Eslovênia | 19–25 | 25–23 | 26–24 | 25–17 |       | 95–89  | Relatório |
| 23 ago | 20:00 | Hungria   | 1–3    | Sérvia    | 25–21 | 12–25 | 14–25 | 15–25 |       | 66–96  | Relatório |
| 24 ago | 17:00 | Polônia   | 3–1    | Ucrânia   | 25–17 | 22–25 | 25–17 | 25–17 |       | 97–76  | Relatório |
| 24 ago | 20:00 | Sérvia    | 3–0    | Bélgica   | 25–13 | 25–13 | 25–19 |       |       | 75–45  | Relatório |

### Grupo B
|     |                      |     | Jogos | Jogos | Jogos | Resultados | Resultados | Resultados | Resultados | Resultados | Resultados | Sets | Sets | Sets  | Pontos | Pontos | Pontos |
| Pos | Equipe               | Pts | T     | V     | D     | 3–0        | 3–1        | 3–2        | 2–3        | 1–3        | 0–3        | V    | P    | R     | V      | P      | R      |
| --- | -------------------- | --- | ----- | ----- | ----- | ---------- | ---------- | ---------- | ---------- | ---------- | ---------- | ---- | ---- | ----- | ------ | ------ | ------ |
| 1   | Itália               | 15  | 5     | 5     | 0     | 5          | 0          | 0          | 0          | 0          | 0          | 15   | 0    | MAX   | 375    | 261    | 1.437  |
| 2   | Bulgária             | 11  | 5     | 4     | 1     | 0          | 3          | 1          | 0          | 0          | 1          | 12   | 8    | 1.500 | 440    | 424    | 1.038  |
| 3   | Romênia              | 7   | 5     | 2     | 3     | 0          | 1          | 1          | 2          | 0          | 1          | 10   | 12   | 0.833 | 458    | 478    | 0.958  |
| 4   | Suíça                | 6   | 5     | 2     | 3     | 0          | 1          | 1          | 1          | 1          | 1          | 9    | 12   | 0.750 | 417    | 472    | 0.883  |
| 5   | Bósnia e Herzegovina | 5   | 5     | 2     | 3     | 0          | 0          | 2          | 1          | 1          | 1          | 9    | 13   | 0.692 | 456    | 463    | 0.985  |
| 6   | Croácia              | 1   | 5     | 0     | 5     | 0          | 0          | 0          | 1          | 3          | 1          | 5    | 15   | 0.333 | 420    | 468    | 0.897  |

| Data   | Hora  |                      | Placar |                      | Set 1 | Set 2 | Set 3 | Set 4 | Set 5 | Total   | Relatório |
| ------ | ----- | -------------------- | ------ | -------------------- | ----- | ----- | ----- | ----- | ----- | ------- | --------- |
| 15 ago | 20:00 | Itália               | 3–0    | Romênia              | 25–19 | 25–19 | 25–15 |       |       | 75–53   | Relatório |
| 16 ago | 18:00 | Suíça                | 2–3    | Bósnia e Herzegovina | 25–16 | 15–25 | 25–23 | 17–25 | 15–17 | 97–106  | Relatório |
| 16 ago | 21:00 | Bulgária             | 3–1    | Croácia              | 23–25 | 25–23 | 25–20 | 25–18 |       | 98–86   | Relatório |
| 17 ago | 18:00 | Bósnia e Herzegovina | 1–3    | Bulgária             | 20–25 | 19–25 | 25–19 | 18–25 |       | 82–94   | Relatório |
| 17 ago | 21:00 | Romênia              | 3–1    | Croácia              | 25–22 | 25–21 | 23–25 | 25–19 |       | 98–87   | Relatório |
| 18 ago | 18:00 | Bósnia e Herzegovina | 3–2    | Croácia              | 19–25 | 25–18 | 20–25 | 26–24 | 15–6  | 105–98  | Relatório |
| 18 ago | 21:00 | Itália               | 3–0    | Suíça                | 25–14 | 25–19 | 25–13 |       |       | 75–46   | Relatório |
| 19 ago | 18:00 | Romênia              | 2–3    | Suíça                | 21–25 | 25–18 | 25–27 | 25–19 | 9–15  | 105–104 | Relatório |
| 19 ago | 21:00 | Bulgária             | 0–3    | Itália               | 16–25 | 17–25 | 13–25 |       |       | 46–75   | Relatório |
| 21 ago | 18:00 | Bósnia e Herzegovina | 2–3    | Romênia              | 25–12 | 24–26 | 21–25 | 25–21 | 11–15 | 106–99  | Relatório |
| 21 ago | 21:00 | Croácia              | 1–3    | Suíça                | 19–25 | 25–16 | 22–25 | 24–26 |       | 90–92   | Relatório |
| 22 ago | 18:00 | Bulgária             | 3–2    | Romênia              | 26–24 | 18–25 | 25–17 | 22–25 | 15–12 | 106–103 | Relatório |
| 22 ago | 21:00 | Itália               | 3–0    | Bósnia e Herzegovina | 25–21 | 25–17 | 25–19 |       |       | 75–57   | Relatório |
| 23 ago | 18:00 | Suíça                | 1–3    | Bulgária             | 25–21 | 23–25 | 17–25 | 13–25 |       | 78–96   | Relatório |
| 23 ago | 21:00 | Itália               | 3–0    | Croácia              | 25–23 | 25–19 | 25–17 |       |       | 75–59   | Relatório |

### Grupo C
|     |            |     | Jogos | Jogos | Jogos | Resultados | Resultados | Resultados | Resultados | Resultados | Resultados | Sets | Sets | Sets   | Pontos | Pontos | Pontos |
| Pos | Equipe     | Pts | T     | V     | D     | 3–0        | 3–1        | 3–2        | 2–3        | 1–3        | 0–3        | V    | P    | R      | V      | P      | R      |
| --- | ---------- | --- | ----- | ----- | ----- | ---------- | ---------- | ---------- | ---------- | ---------- | ---------- | ---- | ---- | ------ | ------ | ------ | ------ |
| 1   | Turquia    | 15  | 5     | 5     | 0     | 4          | 1          | 0          | 0          | 0          | 0          | 15   | 1    | 15,000 | 402    | 304    | 1.322  |
| 2   | Chéquia    | 8   | 5     | 3     | 2     | 2          | 0          | 1          | 0          | 1          | 1          | 10   | 8    | 1.250  | 395    | 405    | 0.975  |
| 3   | Alemanha   | 7   | 5     | 2     | 3     | 1          | 1          | 0          | 1          | 1          | 1          | 9    | 10   | 0.900  | 414    | 421    | 0.983  |
| 4   | Suécia     | 6   | 5     | 2     | 3     | 0          | 2          | 0          | 0          | 1          | 2          | 7    | 11   | 0.636  | 393    | 404    | 0.973  |
| 5   | Azerbaijão | 5   | 5     | 2     | 3     | 1          | 0          | 1          | 0          | 2          | 1          | 8    | 11   | 0.727  | 383    | 403    | 0.950  |
| 6   | Grécia     | 4   | 5     | 1     | 4     | 0          | 1          | 0          | 1          | 0          | 3          | 5    | 13   | 0.385  | 392    | 442    | 0.887  |

| Data   | Hora  |            | Placar |            | Set 1 | Set 2 | Set 3 | Set 4 | Set 5 | Total   | Relatório |
| ------ | ----- | ---------- | ------ | ---------- | ----- | ----- | ----- | ----- | ----- | ------- | --------- |
| 17 ago | 20:00 | Grécia     | 0–3    | Alemanha   | 19–25 | 21–25 | 27–29 |       |       | 67–79   | Relatório |
| 18 ago | 17:00 | Turquia    | 3–0    | Suécia     | 25–22 | 25–18 | 25–13 |       |       | 75–53   | Relatório |
| 18 ago | 20:00 | Azerbaijão | 3–0    | Chéquia    | 25–21 | 25–10 | 25–15 |       |       | 75–46   | Relatório |
| 19 ago | 17:00 | Suécia     | 1–3    | Grécia     | 23–25 | 25–19 | 25–27 | 22–25 |       | 95–96   | Relatório |
| 19 ago | 20:00 | Azerbaijão | 1–3    | Alemanha   | 13–25 | 22–25 | 25–12 | 14–25 |       | 74–87   | Relatório |
| 20 ago | 17:00 | Grécia     | 0–3    | Chéquia    | 21–25 | 22–25 | 17–25 |       |       | 60–75   | Relatório |
| 20 ago | 20:00 | Turquia    | 3–0    | Azerbaijão | 25–13 | 25–13 | 25–13 |       |       | 75–39   | Relatório |
| 21 ago | 17:00 | Chéquia    | 1–3    | Turquia    | 23–25 | 20–25 | 25–20 | 17–25 |       | 85–95   | Relatório |
| 21 ago | 20:00 | Alemanha   | 1–3    | Suécia     | 25–13 | 16–25 | 18–25 | 18–25 |       | 77–88   | Relatório |
| 22 ago | 17:00 | Azerbaijão | 3–2    | Grécia     | 22–25 | 25–19 | 27–29 | 25–18 | 15–12 | 114–103 | Relatório |
| 22 ago | 20:00 | Alemanha   | 2–3    | Chéquia    | 25–22 | 25–23 | 24–26 | 20–25 | 16–18 | 110–114 | Relatório |
| 23 ago | 17:00 | Grécia     | 0–3    | Turquia    | 24–26 | 16–25 | 26–28 |       |       | 66–79   | Relatório |
| 23 ago | 20:00 | Suécia     | 3–1    | Azerbaijão | 25–17 | 17–25 | 25–21 | 25–18 |       | 92–81   | Relatório |
| 24 ago | 17:00 | Chéquia    | 3–0    | Suécia     | 25–23 | 25–20 | 25–22 |       |       | 75–65   | Relatório |
| 24 ago | 20:00 | Turquia    | 3–0    | Alemanha   | 25–15 | 25–20 | 28–26 |       |       | 78–61   | Relatório |

### Grupo D
|     |               |     | Jogos | Jogos | Jogos | Resultados | Resultados | Resultados | Resultados | Resultados | Resultados | Sets | Sets | Sets   | Pontos | Pontos | Pontos |
| Pos | Equipe        | Pts | T     | V     | D     | 3–0        | 3–1        | 3–2        | 2–3        | 1–3        | 0–3        | V    | P    | R      | V      | P      | R      |
| --- | ------------- | --- | ----- | ----- | ----- | ---------- | ---------- | ---------- | ---------- | ---------- | ---------- | ---- | ---- | ------ | ------ | ------ | ------ |
| 1   | Países Baixos | 15  | 5     | 5     | 0     | 4          | 1          | 0          | 0          | 0          | 0          | 15   | 1    | 15,000 | 401    | 326    | 1.230  |
| 2   | França        | 11  | 5     | 4     | 1     | 3          | 0          | 1          | 0          | 1          | 0          | 13   | 5    | 2.600  | 432    | 352    | 1.227  |
| 3   | Eslováquia    | 9   | 5     | 3     | 2     | 2          | 1          | 0          | 0          | 0          | 2          | 9    | 7    | 1.286  | 361    | 346    | 1.043  |
| 4   | Espanha       | 7   | 5     | 2     | 3     | 0          | 2          | 0          | 1          | 0          | 2          | 8    | 11   | 0.727  | 410    | 435    | 0.943  |
| 5   | Finlândia     | 2   | 5     | 1     | 4     | 0          | 0          | 1          | 0          | 1          | 3          | 4    | 14   | 0.286  | 373    | 429    | 0.869  |
| 6   | Estônia       | 1   | 5     | 0     | 5     | 0          | 0          | 0          | 1          | 2          | 2          | 4    | 15   | 0.267  | 363    | 452    | 0.803  |

| Data   | Hora  |               | Placar |               | Set 1 | Set 2 | Set 3 | Set 4 | Set 5 | Total   | Relatório |
| ------ | ----- | ------------- | ------ | ------------- | ----- | ----- | ----- | ----- | ----- | ------- | --------- |
| 16 ago | 20:00 | Estônia       | 0–3    | França        | 8–25  | 19–25 | 21–25 |       |       | 48–75   | Relatório |
| 17 ago | 17:00 | Finlândia     | 0–3    | Eslováquia    | 20–25 | 23–25 | 16–25 |       |       | 59–75   | Relatório |
| 17 ago | 20:00 | Países Baixos | 3–0    | Espanha       | 25–23 | 25–19 | 25–21 |       |       | 75–63   | Relatório |
| 18 ago | 17:00 | Eslováquia    | 0–3    | Países Baixos | 20–25 | 19–25 | 19–25 |       |       | 58–75   | Relatório |
| 18 ago | 20:00 | França        | 3–2    | Espanha       | 22–25 | 25–18 | 23–25 | 25–17 | 15–10 | 110–95  | Relatório |
| 19 ago | 16:00 | Eslováquia    | 3–0    | Espanha       | 25–17 | 26–24 | 25–19 |       |       | 76–60   | Relatório |
| 19 ago | 19:00 | Estônia       | 2–3    | Finlândia     | 25–21 | 20–25 | 25–23 | 20–25 | 13–15 | 103–109 | Relatório |
| 20 ago | 16:00 | França        | 3–0    | Finlândia     | 25–22 | 25–22 | 25–14 |       |       | 75–58   | Relatório |
| 20 ago | 19:00 | Países Baixos | 3–0    | Estônia       | 25–8  | 27–25 | 25–19 |       |       | 77–52   | Relatório |
| 21 ago | 17:00 | França        | 3–0    | Eslováquia    | 25–21 | 25–19 | 25–12 |       |       | 75–52   | Relatório |
| 21 ago | 20:00 | Espanha       | 3–1    | Finlândia     | 25–17 | 24–26 | 26–24 | 26–24 |       | 101–91  | Relatório |
| 22 ago | 17:00 | Países Baixos | 3–1    | França        | 25–23 | 27–25 | 21–25 | 26–24 |       | 99–97   | Relatório |
| 22 ago | 20:00 | Estônia       | 1–3    | Eslováquia    | 26–24 | 24–26 | 9–25  | 18–25 |       | 77–100  | Relatório |
| 23 ago | 17:00 | Finlândia     | 0–3    | Países Baixos | 18–25 | 21–25 | 17–25 |       |       | 56–75   | Relatório |
| 23 ago | 20:00 | Estônia       | 1–3    | Espanha       | 25–16 | 21–25 | 20–25 | 17–25 |       | 83–91   | Relatório |

## Fase final
- As partidas seguem o horário local.

|  | Oitavas de final        | Oitavas de final        |                          |   | Quartas de final | Quartas de final |                          |                          | Semifinais | Semifinais |  |  | Final | Final |
|  |                         |                         |                          |   |                  |                  |                          |                          |            |            |  |  |       |       |
|  | 26 de agosto – Florença |                         |                          |   |                  |                  |                          |                          |            |            |  |  |       |       |
|  |                         |                         |                          |   |                  |                  |                          |                          |            |            |  |  |       |       |
|  | Itália                  | 3                       |                          |   |                  |                  |                          |                          |            |            |  |  |       |       |
|  | Itália                  | 3                       | 29 de agosto – Florença  |   |                  |                  |                          |                          |            |            |  |  |       |       |
|  | Espanha                 | 0                       |                          |   |                  |                  |                          |                          |            |            |  |  |       |       |
|  | Espanha                 | 0                       | Itália                   | 3 |                  |                  |                          |                          |            |            |  |  |       |       |
|  | 26 de agosto – Florença |                         | Itália                   | 3 |                  |                  |                          |                          |            |            |  |  |       |       |
|  |                         | França                  | 0                        |   |                  |                  |                          |                          |            |            |  |  |       |       |
|  | França                  | França                  | 0                        | 3 |                  |                  |                          |                          |            |            |  |  |       |       |
|  | França                  |                         | 1 de setembro – Bruxelas | 3 |                  |                  |                          |                          |            |            |  |  |       |       |
|  | Romênia                 | 1                       |                          |   |                  |                  |                          |                          |            |            |  |  |       |       |
|  | Romênia                 | 1                       | Itália                   | 2 |                  |                  |                          |                          |            |            |  |  |       |       |
|  | 27 de agosto – Florença |                         | Itália                   | 2 |                  |                  |                          |                          |            |            |  |  |       |       |
|  |                         | Turquia                 | 3                        |   |                  |                  |                          |                          |            |            |  |  |       |       |
|  | Turquia                 | Turquia                 | 3                        | 3 |                  |                  |                          |                          |            |            |  |  |       |       |
|  | Turquia                 | 30 de agosto – Florença |                          | 3 |                  |                  |                          |                          |            |            |  |  |       |       |
|  | Bélgica                 | 1                       |                          |   |                  |                  |                          |                          |            |            |  |  |       |       |
|  | Bélgica                 | 1                       | Turquia                  | 3 |                  |                  |                          |                          |            |            |  |  |       |       |
|  | 27 de agosto – Florença |                         | Turquia                  | 3 |                  |                  |                          |                          |            |            |  |  |       |       |
|  |                         | Polônia                 | 0                        |   |                  |                  |                          |                          |            |            |  |  |       |       |
|  | Polônia                 | Polônia                 | 0                        | 3 |                  |                  |                          |                          |            |            |  |  |       |       |
|  | Polônia                 |                         | 3 de setembro – Bruxelas | 3 |                  |                  |                          |                          |            |            |  |  |       |       |
|  | Alemanha                | 0                       |                          |   |                  |                  |                          |                          |            |            |  |  |       |       |
|  | Alemanha                | 0                       | Turquia                  | 3 |                  |                  |                          |                          |            |            |  |  |       |       |
|  | 27 de agosto – Bruxelas |                         | Turquia                  | 3 |                  |                  |                          |                          |            |            |  |  |       |       |
|  |                         | Sérvia                  | 2                        |   |                  |                  |                          |                          |            |            |  |  |       |       |
|  | Países Baixos           | Sérvia                  | 2                        | 3 |                  |                  |                          |                          |            |            |  |  |       |       |
|  | Países Baixos           | 29 de agosto – Bruxelas |                          | 3 |                  |                  |                          |                          |            |            |  |  |       |       |
|  | Suíça                   | 0                       |                          |   |                  |                  |                          |                          |            |            |  |  |       |       |
|  | Suíça                   | 0                       | Países Baixos            | 3 |                  |                  |                          |                          |            |            |  |  |       |       |
|  | 27 de agosto – Bruxelas |                         | Países Baixos            | 3 |                  |                  |                          |                          |            |            |  |  |       |       |
|  |                         | Bulgária                | 0                        |   |                  |                  |                          |                          |            |            |  |  |       |       |
|  | Bulgária                | Bulgária                | 0                        | 3 |                  |                  |                          |                          |            |            |  |  |       |       |
|  | Bulgária                |                         | 1 de setembro – Bruxelas | 3 |                  |                  |                          |                          |            |            |  |  |       |       |
|  | Eslováquia              | 2                       |                          |   |                  |                  |                          |                          |            |            |  |  |       |       |
|  | Eslováquia              | 2                       | Países Baixos            | 1 |                  |                  |                          |                          |            |            |  |  |       |       |
|  | 28 de agosto – Bruxelas |                         | Países Baixos            | 1 |                  |                  |                          |                          |            |            |  |  |       |       |
|  |                         | Sérvia                  | 3                        |   | Terceiro lugar   | Terceiro lugar   |                          |                          |            |            |  |  |       |       |
|  | Sérvia                  | Sérvia                  | 3                        | 3 | Terceiro lugar   | Terceiro lugar   |                          |                          |            |            |  |  |       |       |
|  | Sérvia                  | 30 de agosto – Bruxelas | 30 de agosto – Bruxelas  | 3 |                  |                  | 3 de setembro – Bruxelas | 3 de setembro – Bruxelas |            |            |  |  |       |       |
|  | Suécia                  | 30 de agosto – Bruxelas | 30 de agosto – Bruxelas  | 0 |                  |                  | 3 de setembro – Bruxelas | 3 de setembro – Bruxelas |            |            |  |  |       |       |
|  | Suécia                  | Sérvia                  | 3                        | 0 | Itália           | 0                |                          |                          |            |            |  |  |       |       |
|  | 28 de agosto – Bruxelas | Sérvia                  | 3                        |   | Itália           | 0                |                          |                          |            |            |  |  |       |       |
|  |                         | Chéquia                 | 1                        |   | Países Baixos    | 3                |                          |                          |            |            |  |  |       |       |
|  | Chéquia                 | Chéquia                 | 1                        | 3 | Países Baixos    | 3                |                          |                          |            |            |  |  |       |       |
|  | Chéquia                 |                         |                          | 3 |                  |                  |                          |                          |            |            |  |  |       |       |
|  | Ucrânia                 | 2                       |                          |   |                  |                  |                          |                          |            |            |  |  |       |       |
|  | Ucrânia                 | 2                       |                          |   |                  |                  |                          |                          |            |            |  |  |       |       |

### Oitavas de final
| Data   | Hora  |               | Placar |            | Set 1 | Set 2 | Set 3 | Set 4 | Set 5 | Total  | Relatório |
| ------ | ----- | ------------- | ------ | ---------- | ----- | ----- | ----- | ----- | ----- | ------ | --------- |
| 26 ago | 18:00 | França        | 3–1    | Romênia    | 25–23 | 25–16 | 21–25 | 25–23 |       | 96–87  | Relatório |
| 26 ago | 21:00 | Itália        | 3–0    | Espanha    | 25–23 | 25–22 | 25–19 |       |       | 75–64  | Relatório |
| 27 ago | 17:00 | Turquia       | 3–1    | Bélgica    | 25–22 | 16–25 | 25–15 | 32–30 |       | 98–92  | Relatório |
| 27 ago | 18:00 | Países Baixos | 3–0    | Suíça      | 25–17 | 25–19 | 25–12 |       |       | 75–48  | Relatório |
| 27 ago | 20:00 | Polônia       | 3–0    | Alemanha   | 25–22 | 25–20 | 26–24 |       |       | 76–66  | Relatório |
| 27 ago | 21:00 | Bulgária      | 3–2    | Eslováquia | 16–25 | 17–25 | 25–19 | 25–20 | 15–9  | 98–98  | Relatório |
| 28 ago | 17:00 | Sérvia        | 3–0    | Suécia     | 25–17 | 25–13 | 25–16 |       |       | 75–46  | Relatório |
| 28 ago | 20:00 | Chéquia       | 3–2    | Ucrânia    | 25–22 | 25–22 | 20–25 | 10–25 | 15–12 | 95–106 | Relatório |

### Quartas de final
| Data   | Hora  |               | Placar |          | Set 1 | Set 2 | Set 3 | Set 4 | Set 5 | Total | Relatório |
| ------ | ----- | ------------- | ------ | -------- | ----- | ----- | ----- | ----- | ----- | ----- | --------- |
| 29 ago | 18:00 | Países Baixos | 3–0    | Bulgária | 25–11 | 25–13 | 25–19 |       |       | 75–43 | Relatório |
| 29 ago | 21:00 | Itália        | 3–0    | França   | 25–14 | 29–27 | 25–13 |       |       | 79–54 | Relatório |
| 30 ago | 17:00 | Turquia       | 3–0    | Polônia  | 25–23 | 25–22 | 25–18 |       |       | 75–63 | Relatório |
| 30 ago | 20:00 | Sérvia        | 3–1    | Chéquia  | 24–26 | 25–17 | 25–11 | 25–14 |       | 99–68 | Relatório |

### Semifinais
| Data   | Hora  |         | Placar |               | Set 1 | Set 2 | Set 3 | Set 4 | Set 5 | Total | Relatório |
| ------ | ----- | ------- | ------ | ------------- | ----- | ----- | ----- | ----- | ----- | ----- | --------- |
| 01 set | 17:00 | Turquia | 3–2    | Itália        | 18–25 | 25–23 | 15-25 | 25–22 | 15–6  | 98–76 | Relatório |
| 01 set | 20:30 | Sérvia  | 3–1    | Países Baixos | 25–21 | 15–25 | 25–22 | 25–21 |       | 90–89 | Relatório |

### Terceiro lugar
| Data  | Hora  |        | Placar |               | Set 1 | Set 2 | Set 3 | Set 4 | Set 5 | Total | Relatório |
| ----- | ----- | ------ | ------ | ------------- | ----- | ----- | ----- | ----- | ----- | ----- | --------- |
| 3 set | 16:00 | Itália | 0–3    | Países Baixos | 23–25 | 26–28 | 20–25 |       |       | 69–78 | Relatório |

### Final
| Data  | Hora  |         | Placar |        | Set 1 | Set 2 | Set 3 | Set 4 | Set 5 | Total   | Relatório |
| ----- | ----- | ------- | ------ | ------ | ----- | ----- | ----- | ----- | ----- | ------- | --------- |
| 3 set | 19:30 | Turquia | 3–2    | Sérvia | 25–27 | 25–21 | 22–25 | 25–22 | 15–13 | 112–108 | Relatório |

## Classificação final
| Colocação | Equipe               |
| --------- | -------------------- |
|           | Turquia              |
|           | Sérvia               |
|           | Países Baixos        |
| 4         | Itália               |
| 5         | Polônia              |
| 6         | França               |
| 7         | Bulgária             |
| 8         | Chéquia              |
| 9         | Ucrânia              |
| 10        | Eslováquia           |
| 11        | Romênia              |
| 12        | Alemanha             |
| 13        | Espanha              |
| 14        | Suíça                |
| 15        | Bélgica              |
| 16        | Suécia               |
| 17        | Azerbaijão           |
| 18        | Bósnia e Herzegovina |
| 19        | Grécia               |
| 20        | Eslovênia            |
| 21        | Finlândia            |
| 22        | Croácia              |
| 23        | Estônia              |
| 24        | Hungria              |

|  | Classificado para o Campeonato Mundial de 2025                   |
|  | Classificado para o Campeonato Mundial de 2025 como atual campeã |

- MVP (Most Valuable Player):  Melissa Vargas

→